# Били Греъм
Уилям Франклин Греъм Младши (на английски: William Franklin Graham) е американски баптистки свещеник и защитник на гражданските права, чиито предавания и проповеди на живо стават много известни в международен план в средата на до края на 20 век. По време на кариера, продължила шест десетилетия, Греъм става видна евангелска християнска фигура в Съединените щати.

## Биография
Роден е на 7 ноември 1918 година в Шарлът, Северна Каролина, в презвитерианско селско семейство. През 1943 година завършва антропология в Уитънския колеж в Уитън, Илинойс. В края на 1940-те години става известен със своите проповеди, които произнася пред големи аудитории, като през следващите десетилетия те се излъчват често по радиото и телевизията.
Като проповедник той прави служби на открито, както и на закрито, които са предавани на живо по радиото и телевизията. Греъм също така организира годишни евангелски походи в различни страни, които стартират през 1947 година и продължават до неговото пенсиониране през 2005 година. Той също така е водещ на радио предаването „Часът на решението“ от 1950 до 1954 година.
Били Греъм умира на 21 февруари 2018 година в Монтрийт.

## Творби
Колоната за съвети на Греъм My Answer се появява във вестниците в продължение на 60 години до 2017 г. 

### Книги
Греъм е автор на долупосочените книги, много от които стават бестселъри. През 70-те години на миналия век, например, The Jesus Generation продава 200 000 копия през първите две седмици след публикуването си,а Angels: God's Secret Agents е с прродажба от милион копия в рамките на 90 дни след пускането й на пазара. How to Be Born Again е прави история на издателството с първото си отпечатване от 800 000 копия.
- Calling Youth to Christ 1947
- America's Hour of Decision (1951)
- I Saw Your Sons at War (1953)
- Peace with God (1953, 1984)
- Freedom from the Seven Deadly Sins (1955)
- The Secret of Happiness (1955, 1985)
- Billy Graham Talks to Teenagers (1958)
- My Answer (1960)
- Billy Graham Answers Your Questions (1960)
- World Aflame (1965)
- The Challenge (1969)
- The Jesus Generation (1971)
- Angels: God's Secret Agents (1975, 1985)
- How to Be Born Again (1977)
- The Holy Spirit (1978)
- Evangelist to the World (1979)
- Till Armageddon (1981)
- Approaching Hoofbeats (1983)
- A Biblical Standard for Evangelists (1984)
- Unto the Hills (1986)
- Facing Death and the Life After (1987)
- Answers to Life's Problems (1988)
- Hope for the Troubled Heart (1991)
- Storm Warning (1992)
- Just As I Am: The Autobiography of Billy Graham (1997, 2007)
- Hope for Each Day (2002)
- The Key to Personal Peace (2003)
- Living in God's Love: The New York Crusade (2005)
- The Journey: How to Live by Faith in an Uncertain World (2006)
- Wisdom for Each Day (2008)
- Nearing Home: Life, Faith, and Finishing Well (2011)
- The Heaven Answer Book (2012)
- The Reason for My Hope: Salvation (2013)[8]
- Where I Am: Heaven, Eternity, and Our Life Beyond the Now (2015)[9]